# Muralla Roja (Calpe)
La Muralla Roja en Calpe (Alicante) España, es un edificio del arquitecto Ricardo Bofill Levi ( 1939 - 2022 ) situado en la Urbanización La Manzanera. Su construcción se completó en el año 1973 aunque, según palabras del propio arquitecto, su diseño empezó diez años antes.
La configuración del edificio, es una evocación de la estética constructivista, que engendra una serie de patios comunicados entre sí desde donde se accede a las viviendas. En las terrazas de cubierta se reparten los solárium, una piscina y sauna.
Su composición responde a un plan geométrico basado en la tipología de cruz griega que se agrupa de diversas maneras dejando las torres de servicios en la intersección de las cruces. En sí mismo es una clara referencia a la arquitectura popular mediterránea y árabe, en particular a las torres de adobe norteafricanas y a la casbah, fortaleza árabe que sigue las curvas de los acantilados rocosos donde se ubica. Según la revista "Arquitectura Diseño", el criterio de aplicar al edificio una variada gama cromática arranca del propósito de dar un relieve determinado a los diferentes elementos arquitectónicos con arreglo a su función estructural. Las superficies exteriores están pintadas de varios tonos de rojos, acentuando el contraste con el paisaje, pero los patios y escaleras aparecen pintados en tonos azules y violeta, para generar un diálogo con el cielo y un efecto óptico que hace que estos elementos se fundan con él.
El edificio es una de las joyas del emblemático arquitecto y es tan popular que es una de las obras arquitectónicas más fotografiadas y compartidas en Instagram. El entorno natural de Calpe, Alicante, donde se ubica, hace que este edificio residencial resalte sobre el paisaje de calas, mar y montaña, como un verdadero monumento. El edificio aparece catalogado en el municipio de Calpe con el nivel de protección Integral.
No se puede visitar sin permiso ya que es un edificio privado de uso residencial en el que hay varios tipologías de apartamentos, 50 en total, piscinas, solárium y terrazas con vistas al mar.
Ha aparecido en numerosas campañas publicitarias y ha servido de inspiración para alguna serie televisiva. Y el diseño de sus escaleras recuerda la famosa ilustración de las escaleras de Escher.
En el año 2012 se realizó una exposición sobre el edificio denominada "Muralla roja", realizada por iniciativa del municipio de Calpe, que pudo ser visitada primero en el propio municipio y luego en el Museo de la Universidad de Alicante (MUA). El origen de los contenidos de dicha exposición está en el trabajo de curso de un grupo de estudiantes de la asignatura Proyectos Arquitectónicos de la Universidad de Alicante coordinado por la profesora Adriana Figueras y la arquitecta Diana Gómez. El punto de partida era el análisis del edificio, pero a partir de este se realizaron diferentes trabajos que configuran el cuerpo de la exposición, como propuestas de intervenciones en los alrededores del edificio, la extensión de valores importantes del inmueble al resto del municipio de Calpe o proyectos completamente nuevos e independientes geográficamente pero basados en La Muralla Roja.

En el año 2023 se cumplen los 50 años de la finalización de la Muralla Roja y el Ayuntamiento de Calpe organizó un calendario de actividades a lo largo de todo el año, entre las que se encuentra los premios de iniciación a la investigación " Ayuntamiento de Calpe : Año Bofill 2023" que tienen por objeto premiar proyectos de investigación atendiendo a la perspectiva arquitectónica y económico-turístico-social.
Otros de los proyectos arquitectónicos desarrollados por Ricardo Bofill en Calpe, son el complejo de viviendas familiares Plexus de 1966 y situado también en la Manzaneda, el edificio Xanadú, prototipo experimental de ciudad jardín con varios niveles y alturas inspirado en el icónico Peñón de Ifach y el Club Social de la Manzaneda que está situado en primera línea de Playa.